# Аустерлиц (фильм, 1960)
«Аустерлиц» (Austerlitz) — художественный фильм, основанный на реальных исторических фактах.

## Сюжет
Действие начинается в 1802 году с подписания Амьенского договора. Хрупкий мир между Англией и Францией позволяет первому консулу Франции Наполеону Бонапарту приступить к постепенному превращению себя в императора. Наконец, в мае 1804 года провозглашена Французская империя, Наполеон коронует себя императорской короной 2 декабря 1804 года в соборе Нотр-Дам-де-Пари. Премьер-министр Англии Питт не соблюдает условий Амьенского договора — и Наполеон готовит большую армию для вторжения в Англию. Формируется III антифранцузская коалиция в составе Англии, России, Австрии и ряда других государств. Наполеон отменяет план вторжения в Англию и следует в Австрию. 2 декабря 1805 года под Аустерлицем его армия разгромила русско-австрийские войска под командованием Александра I. После этого Австрия выходит из войны.

## В ролях
- Пьер Монди — Наполеон I
- Клаудия Кардинале — Полина Бонапарт
- Жан Маре — Лазар Карно
- Мартин Кароль — Жозефина Богарне
- Поликарп Павлов — Михаил Кутузов
- Эльвира Попеску — Летиция Рамолино
- Жорж Маршаль — Жан Ланн
- Витторио Де Сика — папа Пий VII
- Мишель Симон — Альбуаз
- Джек Паланс — Франц фон Вейротер
- Орсон Уэллс — Роберт Фултон
- Жан-Луи Трентиньян — Сегюр
- Люсьен Рэмбур — Жозеф Фуше
- Жан Меркюр — Талейран
- Янез Врховец — Франц II
- Анна Моффо — Грассини
- Ги Делорм — Эксельман
- Морис Тейнак — Шульмейстер
- Этторе Манни — Мюрат